# 佐々木孝昌
佐々木 孝昌（ささき たかまさ、1954年5月27日 - ）は、日本の政治家。青森県五所川原市長（2期）。

## 来歴
青森県五所川原市出身。父親は青森県議会議員の佐々木啓二。青森県立五所川原高等学校、日本大学法学部卒業。
五所川原市でタクシー会社の津鉄観光株式会社を経営していた佐々木は2007年（平成19年）、地元の別のタクシー会社、相互タクシー株式会社に合併の話をもちかけ五所川原交通株式会社を設立。それと同時に同社の代表取締役社長に就任した。五所川原法人会会長を務める。
2018年（平成30年）4月13日、任期満了に伴う五所川原市長選挙に出馬する意向を表明した。同年6月25日に行われた市長選は、平山誠敏市長の長男でガス会社社長の平山敦士（自民党・公明党推薦）との一騎打ちとなった。平山を648票差で破り初当選を果たした。7月9日、市長就任。
※当日有権者数：47,405人 最終投票率：64.83%（前回比：－12.52pts）
| 候補者名   | 年齢 | 所属党派 | 新旧別 | 得票数   | 得票率 | 推薦・支持             |
| ---------- | ---- | -------- | ------ | -------- | ------ | ---------------------- |
| 佐々木孝昌 | 64   | 無所属   | 新     | 15,593票 | 51.06% |                        |
| 平山敦士   | 44   | 無所属   | 新     | 14,945票 | 48.94% | （推薦）自民党・公明党 |

2022年6月19日投開票の市長選挙で再選。
※当日有権者数：45,350人 最終投票率：65.18%（前回比：+0.35pts）
| 候補者名   | 年齢 | 所属党派 | 新旧別 | 得票数   | 得票率 | 推薦・支持 |
| ---------- | ---- | -------- | ------ | -------- | ------ | ---------- |
| 佐々木孝昌 | 68   | 無所属   | 現     | 16,848票 | 57.40% |            |
| 川村拓也   | 55   | 無所属   | 新     | 12,502票 | 42.60% |            |

## 市政
- 2020年（令和2年）6月4日、新型コロナウイルス対策の財源に充てるため、自身と副市長、教育長の6月期末手当を20％減額する補正予算案を市議会定例会に提出した。6月18日、同案は可決された[6][7]。